# Cortes de Lamego

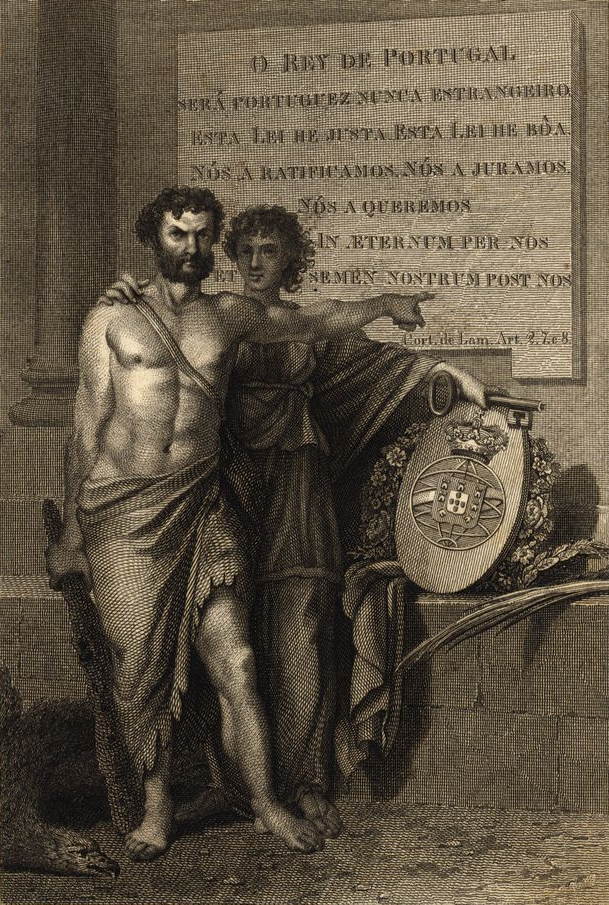
Alegoria de las Cortes de Lamego (1818), Domingos Sequeira (Biblioteca Nacional de Portugal)

Las Cortes de Lamego designa a una asamblea de cortes reunida en Lamego, y que habría creado normas jurídicas que vendrían a marcar la Historia de Portugal.
En ellas supuestamente se daría el famoso Grito del Almacave. La historiografía científica moderna, sin embargo, no considera que hubiera unas verdaderas Cortes dignas de este nombre, con sus funciones y estatuto, hasta 1211, en Coimbra. Y considera que las primeras Cortes en pleno (con la participación de los representantes del Pueblo, es decir, del tercer Estado del reino), tuvieron lugar en Leiria en 1254.

## El mito
Esta asamblea supuestamente tuvo lugar entre los años 1139 y 1143, y reunió en sesión a toda la nobleza y el clero del Condado Portucalense, así como a los procuradores de los cabildos convocados por Alfonso I de Portugal      (D. Afonso Henriques). En esas "cortes", los representantes del condado, haciendo uso de su soberanía popular (siglos más tarde este principio se conocerá como poder constituyente) habrían elegido al joven infante como su rey y establecido leyes para regular la sucesión dinástica de Portugal. Por esas normas, las mujeres tenían derechos de sucesión pero no podían casar con extranjeros. En caso de que esto sucediera, su esposo no podría reclamar el título de Rey de Portugal y gobernar junto con su esposa, de modo que el país nunca fuera gobernado por un rey extranjero.

## Las Cortes de Lamego según el historiador Alexandre Herculano
Hasta el siglo XVIII, las Cortes de Lamego formaban parte de la Historia de Portugal y eran aceptadas por todos como un hecho histórico innegable. Sin embargo, con el siglo XIX, todo cambió. El historiador y escritor Alexandre Herculano, durante el tiempo que ejerció las funciones de Jefe del Archivo Nacional de la Torre do Tombo, tuvo la oportunidad de leer detenidamente los documentos relativos a estos Tribunales. Experto diplomático, enseguida se dio cuenta de que el acta original de la reunión no existía, y que la primera alusión a estas Cortes se hacía en una copia del siglo XVII, procedente del scriptorium del Monasterio de Alcobasa, de manos de Fray Antonio Brandão. También se dio cuenta de que, a pesar de la importancia de las leyes de sucesión definidas en esa reunión, éstas nunca habían sido insertadas en las Ordenanzas alfonsinas, ni en otras que se elaboraron después. Es decir, nunca habían aparecido tales cortes hasta 1641. Además de esta situación, cuanto menos sospechosa, Herculano se percató rápidamente de que el hecho de que en aquella reunión hubiera procuradores del Pueblo no coincidía con la verdad histórica, ya que se sabía que la primera reunión de Cortes en la que comparecieron los Procuradores fue en las Cortes de Leiria de 1254.
Con base en esta evidencia, el documento de Fray António Brandão fue considerado falso, y así se probó que las Cortes de Lamego nunca existieron ni fueron convocadas. En realidad, el documento de las Cortes de Lamego no es más que el resultado de un gran esfuerzo realizado por los monjes del monasterio de Alcobasa para, de alguna manera, justificar y fundamentar en sólidas premisas el derecho que tenía Portugal a ser independiente de España. En ese año de 1641, tras la Restauración de la Independencia, el reino de Portugal había recuperado ese estatus por la fuerza de las armas, y buscaba legitimar sus pretensiones soberanas con los demás reinos europeos. Con este documento se demostraba que Portugal había decidido, en el pasado, ser independiente, y que había elegido como rey al joven D. Afonso Henriques, en su propia sede. Por otro lado, el documento legitimaba retrospectivamente las pretensiones de los braganza al trono de Portugal, dado que, de nuevo, como en Lamego, se había elegido rey de entre varios candidatos. Y aunque fray António Brandão, que más tarde escribió (todavía para legitimar la independencia) su Monarchia Lusytana, sabía perfectamente que el documento era falso, su utilidad para la causa nacional le dio veracidad en su momento. Posteriormente se invocaron estas mismas Cortes de Lamego para legitimar la aclamación de Miguel I como Rey de Portugal.